# NGC 3325
NGC 3325 ist eine elliptische Galaxie vom Hubble-Typ E1 im Sternbild Sextant südlich des Himmelsäquators. Sie ist schätzungsweise 256 Millionen Lichtjahre von der Milchstraße entfernt und hat einen Durchmesser von etwa 90.000 Lichtjahren.
Im selben Himmelsareal befinden sich u. a. die Galaxien NGC 3339, NGC 3340, IC 632, IC 633.
Das Objekt wurde am 19. März 1880 von Edouard Stephan entdeckt.